# The Bureau of Magical Things
The Bureau of Magical Things (bra: O Clube das Coisas Mágicas; prt: O Departamento das Coisas Mágicas) é um série de televisão australiano para crianças e adolescentes que foi lançado no MIPTV em Cannes e exibido no canal australiano Eleven em 2018. No Brasil sua estreia foi dia 7 de janeiro de 2019 na Nickelodeon. Em Portugal sua estreia foi dia 3 de dezembro de 2018 no mesmo canal. A série de 20 episódios, produzida por Jonathan M. Shiff Productions segue as aventuras da jovem Kyra, que adquire poderes mágicos quando é pega em um confronto entre uma elfa e uma fada. E agora precisa aprender a controlá-los e conhecer o mundo onde se encontra, para que possa defende-lo daqueles que querem destruir a magia. Em 15 de novembro de 2020 estreou na Netflix Brasil.

## Enredo

### 1ª Temporada
Kyra é uma adolescente de 16 anos que acaba adquirindo poderes mágicos, após entra em um choque entre uma elfa e uma fada. Agora sendo uma Trilíngue, suas novas amigas Lily (uma fada) e Imogen (uma elfa) a levam para a Escola de Magia Maxwell dirigida pelo Prof. Maxwell.
Quando uma ameaça aparece Kyra precisa se fortalecer o mais rápido possível, ao mesmo tempo que tenta se adaptar a sua nova realidade.

## Elenco e Personagens
| Ator/Atriz             | Personagem        | Temporada  |
| Ator/Atriz             | Personagem        | 1ª         |
| Principal              | Principal         | Principal  |
| ---------------------- | ----------------- | ---------- |
| Kimie Tsukakoshi       | Kira Glen         | Principal  |
| Jamie Carter           | Peter             | Principal  |
| Elizabeth Cullen       | Imogen Blackwell  | Principal  |
| Mia Milnes             | Lily Regan        | Principal  |
| Julian Cullen          | Darra Blackwell   | Principal  |
| Rainbow Wedell         | Ruksy Tevala      | Principal  |
| Christopher Sommers    | Professor Maxwell | Principal  |
| Recorrente             |                   |            |
| Arnijka Larcombe-Weate | Mathilda          | Recorrente |
| Steve Nation           | Steve Glen        | Recorrente |
| Melanie Zanetti        | Orla Maguire      | Recorrente |
| Nicholas Bell          | Sean Regan        | Recorrente |

### Principais
- Kimie Tsukakoshi como Kyra Glen, uma adolescente inteligente e confiante que é uma Trilling que,  significa ser meio fada ou elfo. Ela mora com seu padrasto em River City. Membro principal do time de basquete Dragonflies, é uma jogadora competitiva que nunca desiste. Independente, autoconfiante e teimosa - Ninguém lhe diz o que fazer! Devido a um acidente mágico, Kyra torna-se uma trilíngue - parte humana, parte fada e parte elfa. Ela exibe poderes de ambos os tipos de seres, com o passar do tempo Kyra desenvolve um tipo de poder raro e misterioso.
- Jamie Carter como Peter , ele é colega de classe de Kyra desde a escola primária. Ele é um nerd inteligente e curioso que é intrigado pela ficção científica, teorias da conspiração e pelos mistérios do universo. Peter é um pensador com um senso de humor altamente desenvolvido e não pode deixar de ver o lado engraçado das coisas, mesmo em situações sérias!
- Elizabeth Cullen como Imogen Blackwell , é uma elfa teimosa e espeta, irmã de Darra é a responsável pelo acidente com Kyra. Imogen prefere ficar na sua zona de conforto, do que ter contato com as fadas. Seu sonho é ter uma carreira no DMI.
- Mia Milnes como Lily Regan, é uma fada doce e gentil e também é a responsável pelo acidente com Kyra. Lily sempre vê o bem nas pessoas e sempre está disposta a ajudar.
- Julian Cullen como Darra Blackwell, é um elfo e o irmão de Imogen. Ao contrário de sua irmã, ele é mais amigável com os outros e não é tão entusiasmado em seus estudos.
- Rainbow Wedell como Ruksy Tevala, é uma fada estudiosa e astuta. Seu caráter é bem parecido com a da Lily, porém uma versão muito mais séria.
- Christopher Sommers como Prof. Maxwell, proprietário de uma livraria e professor de magia para o DMI. Ele treina seus alunos para dominar seus poderes mágicos. Ele é um Half-ling, meio humano e meio elfo. Ele se importa muito com seus alunos e deseja que eles atinjam todo o seu potencial.

### Recorrentes
- Arnijka Larcombe-Weate como Mathilda, a melhor amiga de Kyra e companheira de basquete que não conhece os poderes mágicos de Kyra.
- Steve Nation como Steve, o padrasto de Kyra e o policial local, que também não sabe dos poderes de Kyra.

- Melanie Zanetti como Orla Maguire, uma elfa que é uma dos principais agentes do DMI e a ídola de Imogen que se apresenta como repórter. Ela é uma velha conhecido de Maxwell e, aparentemente, tem sua própria agenda envolvendo Kyra.
- Nicholas Bell como Sean, o diretor da magia e o pai da Lily.
- Charlotte Stent como Sally
- Rumi Kikuchi como Michiko

## Temporadas
| Temporada | Temporada | Episodios | Exibição na Austrália | Exibição na Austrália | Exibição no Brasil     | Exibição no Brasil    |
| Temporada | Temporada | Episodios | Estreia               | Final                 | Estreia                | Final                 |
| --------- | --------- | --------- | --------------------- | --------------------- | ---------------------- | --------------------- |
|           | 1         | 20        | 8 de julho de 2018    | 2 de novembro de 2018 | 7 de janeiro de 2019   | 31 de janeiro de 2019 |
|           | 2         | 20        | 10 de julho de 2021   | 8 de agosto de 2021   | 7 de fevereiro de 2022 | 4 de março de 2022    |

## Episodios
| Numero. na serie | Titulo                    | Dirigido por | Escrito por                   | Estreia na Australia | Estreia no Brasil    |
| --- | ------------------------- | ------------ | ----------------------------- | -------------------- | -------------------- |
| 1 | "Um Toque de Mágica"      | Grant Brown  | Evan Clarry                   | 8 de Julho 2018      | 7 de janeiro de 2018 |
| Guest stars: Arnijka Larcombe-Weate as Mathilda, Steve Nation as Steve, Amy Raffe as Helen, Rumi Kikuchi as Michiko Songs featured: "Wouldn't It Be?" performed by Kimie Tsukakoshi, "Can't Let Go", performed by Ruby Dacy                    |                           |              |                               |                      |                      |
| 2 | " A Magia No Ar"          | Grant Brown  | Chris Anastassiades           | 15 de Julho 2018     | 7 de janeiro 2018    |
| Guest star: Steve Nation as Steve |                           |              |                               |                      |                      |
| 3 | " O Mundo É Um Palco"     | Grant Brown  | Alexa Wyatt & Mark Shirrefs   | 22 de Julho 2018     | 7 de janeiro 2018    |
| Guest stars: Arnijka Larcombe-Weate as Mathilda, Steve Nation as Steve, Melanie Zanetti as Orla Absent: Christopher Sommers as Professor Maxwell                                                                                               |                           |              |                               |                      |                      |
| 4 | " Aos Cachorros"          | Grant Brown  | Li-Kim Chuah                  | 29 de Julho 2018     | 7 de janeiro 2018    |
| Guest stars: Arnijka Larcombe-Weate as Mathilda, Steve Nation as Steve, Penny Everingham as Mrs. Spencer |                           |              |                               |                      |                      |
| 5 | "A Armadura"              | Grant Brown  | Anthony Morris                | 5 de agosto 2018     | 7 de janeiro 2018    |
| Guest stars: Steve Nation as Steve, Melanie Zanetti as Orla, Arnijka Larcombe-Weate as Mathilda, Javan Barnard as Leo, Ava Taylor as Callie, Nicholas Bell as Sean                                                                             |                           |              |                               |                      |                      |
| 6 | " A Prova"                | Grant Brown  | Michelle Law                  | 12 de agosto 2018    | 7 de janeiro 2018    |
| Guest stars: Steve Nation as Steve, Melanie Zanetti as Orla, Arnijka Larcombe-Weate as Mathilda |                           |              |                               |                      |                      |
| 7 | "Fada Por Um Dia"         | Grant Brown  | Sam Carroll                   | 19 de agosto 2018    | 7 de janeiro 2018    |
| Guest stars: Steve Nation as Steve, Charlotte Stent as Sally, Jacy Lewis as Dawn Absent: Jamie Carter as Peter |                           |              |                               |                      |                      |
| 8 | "Atalho"                  | Grant Brown  | Evan Clarry                   | 26 de agosto 2018    | 7 de janeiro 2018    |
| Guest stars: Steve Nation as Steve, Melanie Zanetti as Orla, Arnijka Larcombe-Weate as Mathilda, Amy Raffe as Helen |                           |              |                               |                      |                      |
| 9 | "Na Praia"                | Grant Brown  | Mark Shirrefs & Alex Wyatt    | 2 de setembro 2018   | 7 de janeiro 2018    |
| 10 | "Águas Desconhecidas"     | Grant Brown  | Chris Anastassiades           | 9 de setembro 2018   | 7 de janeiro 2018    |
| Guest stars: Melanie Zanetti as Orla, Arnijka Larcombe-Weate as Mathilda, Steven Lunavich as Trevor, Nicholas Bell as Sean |                           |              |                               |                      |                      |
| 11 | "Um Conto De Fadas"       | Evan Clarry  | Evan Clarry                   | 16 de setembro 2018  | 7 de janeiro 2018    |
| Guest stars: Steve Nation as Steve, John Manning as Cedric, Sam Cotton as Silas, Cleo Massey as Sophie Absent: Christopher Sommers as Professor Maxwell                                                                                        |                           |              |                               |                      |                      |
| 12 | "Corredor Treze"          | Evan Clarry  | Vicki Englund                 | 23 de setembro2018   | 7 de janeiro 2018    |
| Guest stars: Arnijka Larcombe-Weate as Mathilda, Steve Nation as Steve |                           |              |                               |                      |                      |
| 13 | "Forças Da Atraçao"       | Evan Clarry  | Sam Carroll                   | 30 de setembro 2018  | 7 de janeiro 2018    |
| Guest stars: Arnijka Larcombe-Weate as Mathilda, Steve Nation as Steve, Nicholas Bell as Sean |                           |              |                               |                      |                      |
| 14 | " O Olho De Hórus"        | Evan Clarry  | Evan Clarry                   | 7 de outubro 2018    | 7 de janeiro 2018    |
| Guest stars: Melanie Zanetti as Orla, Candice Flanagan as Giselle, Nicholas Bell as Sean Absent: Jamie Carter as Peter |                           |              |                               |                      |                      |
| 15 | "Dia Do Juízo"            | Evan Clarry  | Sam Carroll                   | 14 de outubro 2018   | 7 de janeiro 2018    |
| Guest stars: Steve Nation as Steve, Melanie Zanetti as Orla, Samantha Fitzgerald as Ella, Cameron Caulfield as Nate, Charlie Dunn as Jack, Nicholas Bell as Sean                                                                               |                           |              |                               |                      |                      |
| 16 | "Dia Do Prêmio"           | Evan Clarry  | Alexa Wyatt                   | 21 de outubro 2018   | 7 de janeiro 2018    |
| Guest stars: Steve Nation as Steve, Melanie Zanetti as Orla, Samantha Fitzgerald as Ella, Paul Bishop as Jared, Rumi Kikuchi as Michiko, Priyanka Das as Neisha, Parker Little as Gerard, Norma Leaver as Mrs. Crowther, Nicholas Bell as Sean |                           |              |                               |                      |                      |
| 17 | "Acusada"                 | Evan Clarry  | Vicki Englund                 | 28 de outubro 2018   | 7 de janeiro 2018    |
| Guest stars: Steve Nation as Steve, Melanie Zanetti as Orla, Steven Lunavich as Trevor, Nicholas Bell as Sean |                           |              |                               |                      |                      |
| 18 | "No Caso"                 | Evan Clarry  | Vicki Englund                 | 1 de novembro 2018   | 7 de janeiro 2018    |
| Guest stars: Steve Nation as Steve, Melanie Zanetti as Orla, Nicholas Bell as Sean |                           |              |                               |                      |                      |
| 19 | " Fim Da Linha : Parte 1" | Evan Clarry  | Mark Shirrefs                 | 2 de novembro 2018   | 7 de janeiro 2018    |
| Guest stars: Arnijka Larcombe-Weate as Mathilda, Steve Nation as Steve, Melanie Zanetti as Orla, Paul Bishop as Jared, Nicholas Bell as Sean                                                                                                   |                           |              |                               |                      |                      |
| 20 | " Fim Da Linha : Parte 2" | Evan Clarry  | Vicki Englund & Mark Shirrefs | 2 de novembro 2018   | 7 de janeiro 2018    |
| Guest stars: Steve Nation as Steve, Melanie Zanetti as Orla, Paul Bishop as Jared, Steven Lunavich as Trevor, Nicholas Bell as Sean |                           |              |                               |                      |                      |

### Temporada 2 (2021)
| Episódios totais | Numero. na serie series | Titulo                  | Dirigido por   | Escrito por                    | Estreia na Australia | Estreia no Brasil   |
| --- | ----------------------- | ----------------------- | -------------- | ------------------------------ | -------------------- | ------------------- |
| 21 | 1                       | "Vanished"              | Evan Clarry    | Mark Shirrefs                  | 10 de julho 2021     | 7 de fevereiro 2022 |
| Guest stars: Steve Nation as Steve, Carly Rees as Mace, Malachi Waters as elf guard, Kenji Shimada as Kazuhiro, Nicholas Bell as Sean Songs featured: "The Light" performed by Kimie Tsukakoshi |                         |                         |                |                                |                      |                     |
| 22 | 2                       | "A Dangerous Secret"    | Evan Clarry    | Evan Clarry                    | 10 de julho 2021     | 7 de fevereiro 2022 |
| Guest stars: Miah Madden as Tayla, Paul Bishop as Jared, Penny Everingham as Mrs. Spencer, Carly Rees as Mace, Malachi Waters as elf guard, Kenji Shimada as Kazuhiro, Kenneth Moraleda as Mr. Mendoza |                         |                         |                |                                |                      |                     |
| 23 | 3                       | "Fortuna's Compact"     | Evan Clarry    | Charlie Strachan & Alexa Wyatt | 11 de julho 2021     | 7 de fevereiro 2022 |
| Guest stars: Miah Madden as Tayla, Matthew Manahan as Ben Reid, Arnijka Larcombe-Weate as Mathilda, Laura Kenneally as Ms Rayner, Emily Bell as Sharon Songs featured: "Standing By Myself" and "This Is Me" performed by Matthew Manahan |                         |                         |                |                                |                      |                     |
| 24 | 4                       | "The Big Sneeze"        | Evan Clarry    | Vicki Englund                  | 11 de julho 2021     | 7 de fevereiro 2022 |
| Guest Stars: Miah Madden as Tayla, Arnijka Larcombe-Weate as Mathilda |                         |                         |                |                                |                      |                     |
| 25 | 5                       | "Welcome to the Jungle" | Evan Clarry    | Sam Carroll                    | 17 de julho 2021     | 7 de fevereiro 2022 |
| Guest stars: Miah Madden as Tayla, Paula Nazarski as Mrs. Devlin, Anthony Standish as Magnus Sorenson, Samantha Fitzgerald as Ella, Kenneth Moraleda as Mr. Mendoza, Carly Rees as Mace, Kenji Shimada as Kazuhiro, Malachi Waters as elf guard |                         |                         |                |                                |                      |                     |
| 26 | 6                       | "Mirror Image"          | Evan Clarry    | Evan Clarry                    | 17 de julho 2021     | 7 de fevereiro 2022 |
| Guest stars: Steve Nation as Steve, Miah Madden as Tayla, Alisha Geary as Tayla Double |                         |                         |                |                                |                      |                     |
| 27 | 7                       | "Testing Times"         | Martha Goddard | Phil Enchelmaier               | 18 de julho 2021     | 7 de fevereiro 2022 |
| Guest stars: Miah Madden as Tayla, Arnijka Larcombe-Weate as Mathilda, Laura Kenneally as Ms Rayner, Dorian Djoudi as Anton Krasnarsky |                         |                         |                |                                |                      |                     |
| 28 | 8                       | "Almost Famous"         | Evan Clarry    | Evan Clarry                    | 18 de julho 2021     | 7 de fevereiro 2022 |
| Guest stars: Matthew Manahan as Ben Reid, Miah Madden as Tayla, Arnijka Larcombe-Weate as Mathilda, Steve Nation as Steve Songs featured: "Hey Baby" performed by Matthew Manahan, "Ben Is Brilliant" performed by Kimie Tsukakoshi and Julian Cullen (reprise performed by Kimie Tsukakoshi, Arnijka Larcombe-Weate and Miah Madden), "Can't Get Ben Off My Mind" performed by Elizabeth Cullen and Julian Cullen, "Peter's Rap" performed by Jamie Carter, "Amazing as Benjamin" performed by Christopher Sommers, Rainbow Wendell, Elizabeth Cullen and Julian Cullen, "Sea Shanty Song" performed by Christopher Sommers, "The Magic in Me" performed by Kimie Tsukakoshi and Matthew Manhan |                         |                         |                |                                |                      |                     |
| 29 | 9                       | "The Key to the Past"   | Evan Clarry    | Sam Carroll                    | 24 de julho 2021     | 7 de fevereiro 2022 |
| Guest stars: Anthony Standish as Magnus Sorenson, Paul Bishop as Jared, Samantha Fitzgerald as Ella, Freya Toynton as Rusky's mum, Craig Gilford as Rusky's dad |                         |                         |                |                                |                      |                     |
| 30 | 10                      | "The Message"           | Evan Clarry    | John Thomson                   | 24 de julho 2021     | 7 de fevereiro 2022 |
| Guest stars: Miah Madden as Tayla, Matthew Manahan as Ben Reid, Anthony Standish as Magnus Sorenson, Kenneth Moraleda as Mr. Mendoza, Kenji Shimada as Kazuhiro |                         |                         |                |                                |                      |                     |
| 31 | 11                      | "Madeira "              | Grant Brown    | Evan Clarry                    | 25 de julho 2021     | 7 de fevereiro 2022 |
| Guest stars: Tasneem Roc as Dr. Apinya Surinat, Nicholas Bell as Sean, Chloe De Los Santos as the princess, John Manning as Cedric, Cameron Hurry as Hugo |                         |                         |                |                                |                      |                     |
| 32 | 12                      | "Liar, Liar"            | Grant Brown    | Evan Clarry                    | 25 de julho 2021     | 7 de fevereiro 2022 |
| Guest stars: Tasneem Roc as Dr. Apinya Surinat, Matthew Manahan as Ben Reid, Nicholas Bell as Sean Songs featured: Never Let Go performed by Matthew Manahan |                         |                         |                |                                |                      |                     |
| 33 | 13                      | "Let the Games Begin"   | Grant Brown    | Alexa Wyatt                    | 31 July 2021         | 7 de fevereiro 2022 |
| Guest stars: Tasneem Roc as Dr. Apinya Surinat, Paul Bishop as Jared, Agnes Mohan as Camilla, Priyanka Das as Neisha, Parker Little as Gerard, Nicholas Bell as Sean |                         |                         |                |                                |                      |                     |
| 34 | 14                      | "New Tricks"            | Grant Brown    | Phil Enchelmaier               | 31 de julho 2021     | 7 de fevereiro 2022 |
| Guest stars: Miah Madden as Tayla, Tasneem Roc as Dr. Apinya Surinat, Madison Haley as Sophie |                         |                         |                |                                |                      |                     |
| 35 | 15                      | "Party Time"            | Grant Brown    | Gina Roncoli                   | 1 de julho 2021      | 7 de fevereiro 2022 |
| Guest stars: Miah Madden as Tayla, Tasneem Roc as Dr. Apinya Surinat, Arnijka Larcombe-Weate as Mathilda, Matthew Manahan as Ben Reid, Steve Nation as Steve, Carolyn Dante as Chrissy Brennan Songs featured: "Tell Me" performed by Ruby Dacy, "Just Dance" performed by Matthew Manahan |                         |                         |                |                                |                      |                     |
| 36 | 16                      | "Revelações"            | Grant Brown    | Vicki Englund                  | 1 de agosto 2021     | 7 de fevereiro 2022 |
| Darra asks Kyra on a date, they decide to keep it low-key to keep it secret from Imogen and Kyra invites Darra over for Sunday lunch with her dad. They discover in Kyra's family history albums a Tri-ling pendant which is only worn by high-ranking members of the Tri-ling council; they find out that this pendant was given to Kyra's mum from Kyra's biological father who is the source of Kyra's Tri-ling nature. Imogen starts to get very suspicious of Apinya, due to the Incodent with the Swarm attack in the library. Lily and Imogen decide to mention to Apinya about a 'Vision' of Kyra's telling her where the third key is, Apinya leaves immediately followed covertly by Imogen, who teleports to the warehouse in Singapore where Apinya tells the people there the location of the third key from Kyra's 'Vision' which she has deciphered, and Apinya and her accomplice immediately set off to the temples of Mount Fanjing in China where they believe the key is located. Guest stars: Miah Madden as Tayla, Tasneem Roc as Dr. Apinya Surinat, Steve Nation as Steve, Kenneth Moraleda as Mr. Mendoza, Nicholas Bell as Sean |                         |                         |                |                                |                      |                     |
| 37 | 17                      | "A Operação"            | Grant Brown    | Sam Carroll                    | 7 de agosto 2021     | 7 de fevereiro 2022 |
| This episode starts with Imogen informing the Bureau of Apinya's cult and that they are after the 3 keys for to the temple of the Purple Lotus. They decide to tell Professor Maxwell about Apinya's deception and though initially not believing he eventually comes around. Kyra decides to give looking for the third key another chance and manages to find it ironically hidden in a painting called 'The Purple Lotus By Midnight' By Magnus Sorenson and is located inside Apinya's cult's base of operations. The Cult start to get the feeling they are on the wrong track with the information that Apinya gave to them about the third key's location so decide to kidnap Professor Maxwell and take the 2 keys that are in his possession. The Bureau decide to go to the cult base and take the painting containing the key and also rescue the 2 other keys and the professor. Initially, this goes well Kyra and Imogen find the painting and transport it to safety and start using merge magic to locate the key. The rest of the Bureau are caught by Apinya and other cult members. When Lily goes to her father to explain everything to him (which was the plan if anything went wrong) Apinya and the 2 keys are already there, Apinya then explains she is part of a super-secret DMI task force whose mission is to protect the world from the most serious threats. Wondering where Kyra is Apinya goes to where Imogen and Kyra have successfully attained the third key and before Apinya can stop Kyra from touching the key Kyra is teleported away to the temple of the purple lotus along with the other 2 keys which activate the cobra statue present there. The cobra takes all of Kyra's orb magic and fully activates just as Apinya locates her Guest stars: Miah Madden as Tayla, Tasneem Roc as Dr. Apinya Surinat, Kenneth Moraleda as Mr. Mendoza, Kenji Shimada as Kazuhiro, Malachi Waters as elf guard, Sami Afuni as fairy guard, Nicholas Bell as Sean |                         |                         |                |                                |                      |                     |
| 38 | 18                      | "Começo do Fim"         | Grant Brown    | Alexa Wyatt                    | 7 de agosto 2021     | 7 de fevereiro 2022 |
| With the cobra activated it is slowly activating to its full power. In the interim fairy and elf magic starts to become unpredictable not working as expected or involuntary spell casting. Kyra has to clean up some of the magical issues as her magic seems unaffected. Professor Maxwell is reinstated at his school the class and Ladder are happy to have him return to his position as their teacher. While in the library Darra, Imogen and Lily notice their magic has started to cast spells randomly with no way for them to control it. Kyra's magic seems unaffected and she helps clean up some of the damage in the library Apinya comes up with the idea for Kyra to take back the orb magic taken from her by the cobra, but when trying to convince Kyra she reveals she also has information related to her father. Like the fact he was the one who tipped off the DMI to the location of the orb before the tri-ling council could acquire it, this makes Kyra even more adverse to help due to a lack of trust. Kyra reluctantly decides to help Apinya due to her friends having no faith in their magic as well as to keep the magical world a secret as the secret is starting to be revealed Guest stars: Miah Madden as Tayla, Tasneem Roc as Dr. Apinya Surinat, Steve Nation as Steve, Kenneth Moraleda as Mr. Mendoza, Kenji Shimada as Kazuhiro, Scott George as Anton Krasnarsky, Malachi Waters as elf guard, Nicholas Bell as Sean |                         |                         |                |                                |                      |                     |
| 39 | 19                      | "Um Plano Desesperado"  | Grant Brown    | Alexa Wyatt                    | 8 de agosto 2021     | 7 de fevereiro 2022 |
| After Kyra's unsuccessful attempt to retrieve her orb magic from the Temple of the Purple Lotus, it becomes clear that the Purple Lotus is now stealing magic from both Elves and Faries. Even stealing Fairy dust from the books in Professor Maxwell's Library. As a result, the non-magical world is very much aware that magic now exists Desperate for knowledge on how the temple works they notice what seems to be a set of plans for the temple in a picture next to Magnus Sorenson in a Tri-ling Fundraising convention in Singapore 1919. Kyra, Peter, Imogen and Darra travel back to the time and place of the convention, posing as guests. When an attempt to acquire the information they require goes wrong Kyra is recognised from the time she stole Magnus's Journal and is brought before Magnus and the entire room of tri-lings. Kyra then exposes Darra and Imogen as elves and offers to take Magnus to find the Orb of Lemuria Guests stars: Tasneem Roc as Dr. Apinya Surinat, Anthony Standish as Magnus Sorenson, Steve Nation as Steve, Paul Bishop as Jared, Kenji Shimada as Kazuhiro, Nicholas Bell as Sean |                         |                         |                |                                |                      |                     |
| 40 | 20                      | "Chega de Segredos"     | Grant Brown    | Mark Shirrefs                  | 8 de agosto 2021     | 7 de fevereiro 2022 |
| Still stuck in the past Kyra manages to give Peter the time artifact so he can return to the future. Peter returns with Lilly and Rusky and they are able to return with the Bureau back to the present day with the plans to the temple. With all magical attempts to destroy the Purple Lotus being a failure but even with the temple plans the DMI is unable to get any information on how to destroy the Lotus. Kyra on reading the plans has an idea that only a Tri-ling can destroy the Lotus by placing themselves inside the Lotus itself. The Bureau uses the last of its magic to protect Kyra from the Cobra while she enacts her plan. The Lotus and cobra both get destroyed by Kyra who is completely unharmed by the plan and has her orb magic completely restored, with the destruction of the Lotus all magic is returned to the world. The world though has seen to much magic to mind wipe so the DMI once again allows the complete exposure of their world allowing Magical and non-magical people to mix Guest stars: Miah Madden as Tayla, Tasneem Roc as Dr. Apinya Surinat, Anthony Standish as Magnus Sorenson, Steve Nation as Steve, Paul Bishop as Jared, Kenneth Moraleda as Mr. Mendoza, Arnijka Larcombe-Weate as Mathilda, Matthew Manahan as Ben, Kenji Shimada as Kazuhiro, Nicholas Bell as Sean |                         |                         |                |                                |                      |                     |

## Produção e Filmagem
| “ | É fantástico estar trazendo de volta outra série infantil local de alta qualidade que mostra o enorme talento e os belos locais do sudeste de Queensland. Mais importante ainda, é vital trazer as crianças australianas suas próprias histórias em um momento em que a TV australiana está tão ameaçada, disse Shiff. | ” |

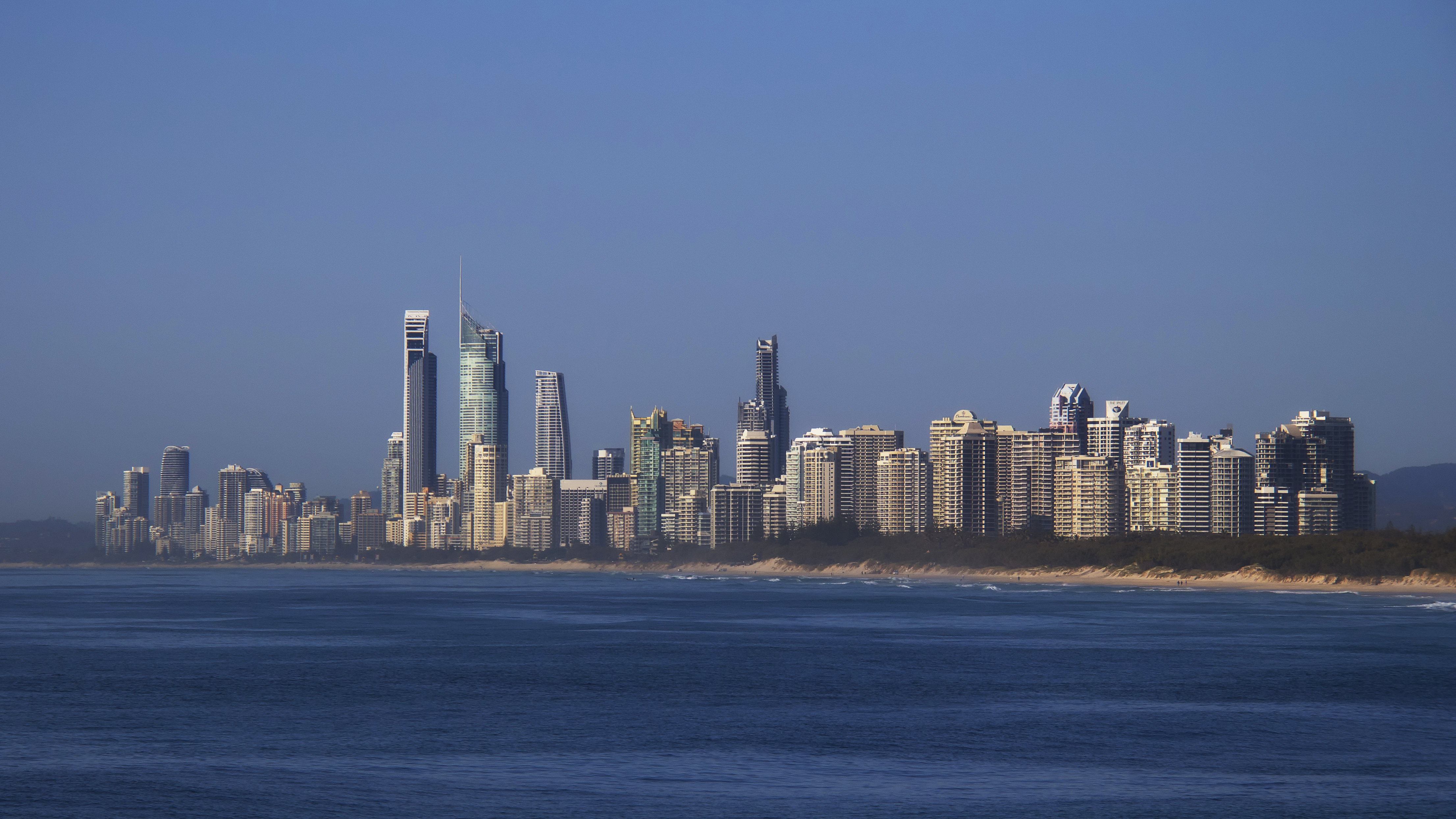
Gold Coast, Austrália, a principal locação de The Bureau of Magical Things

O elenco principal da série conta com Kimie Tsukakoshi como Kyra, além dos irmãos Elizabeth e Julian Cullen, interpretando o elfo Darra e a elfa Imogen na tela, Mia Milnes como Lily, Rainbow Wedell como Ruksy e Jamie Carter como Peter. O elenco adulto inclui Nicholas Bell, Christopher Sommers, Steve Nation e Melanie Zanetti.
| “ | Estamos extremamente satisfeitos em ver uma nova série live-action de um dos melhores produtores de televisão infantil da Austrália, disse Sally Caplan, chefe de produção da Screen Australia. | ” |

| “ | The Bureau of Magical Things certamente continuará o incrível sucesso das séries anteriores de Jonathan Shiff, mais uma vez cativando o público em todo o mundo. | ” |

A série de 20 episódios foi filmada em Gold Coast (Queensland) e Brisbane e no estúdio construído pela empresa em Arundel, de Julho a dezembro de 2017, criando mais de 200 empregos de elenco e equipe. Apoiado pelo principal investimento da Screen Australia, em associação com a Screen Queensland, com o apoio da Film Victoria e do Programa de Atração Cinematográfica da Cidade de Gold Coast, a série foi pré-lançada para a TEN e para a German Public Broadcaster, ZDF.
Tracey Vieira, CEO da Screen Queensland, resaltou que:
| “ | As produções anteriores de Jonathan Shiff, Mako Mermaids e H20: Just Add Water, foram vendidas para mais de 170 países, com a série Mako Mermaids atingindo cerca de 150 milhões de telespectadores em todo o mundo. | ” |